# Kevin Nai Chia Chen

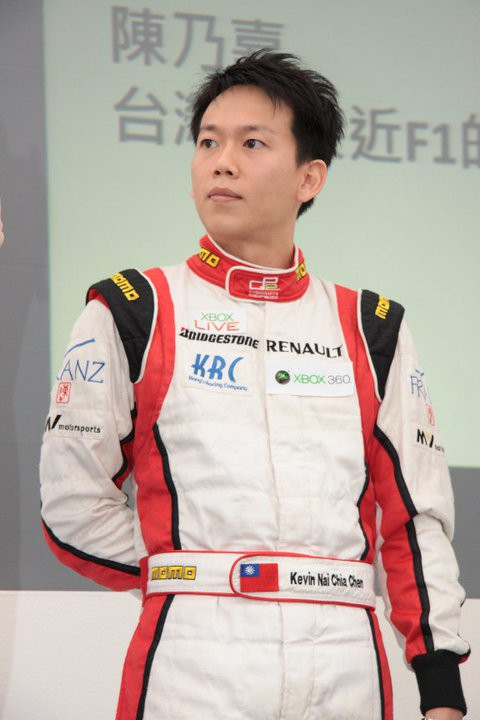
Kevin Nai Chia Chen

Kevin Nai Chia Chen (Traditioneel Chinees: 陳乃嘉; Taipei, 2 april 1979) is een Taiwanees autocoureur die de eerste Taiwanees is die een A-licentie van de FIA ontving. Anno 2009 rijdt hij in het Britse Formule 3-kampioenschap.

## Loopbaan
De loopbaan van Chia Chen begon in de Verenigde Staten als een clubracer in de Sports Car Club of America waar hij het Touring 2 Championship won in 2003. In 2004 bleef hij hier rijden en won alweer. In 2005 werd hij tweede in de Show Room Stock B-klasse en nam ook deel aan de Pro Spec Miata waarin hij enkele podiumplaatsen pakte. Chia Chen zette ook een snelste rondetijd neer op het circuit Willow Springs Raceway in Californië in een Show Room Stock B BMW Z4.
In 2005 ging Chia Chen rijden voor het team Mopar (Chrysler) na zijn briljante optreden in de SCCA Eindejaars Runoffs. Hij kwalificeerde zich als vierde, maar crashte in de eerste ronde van een natte baan. Hij viel terug naar de laatste positie met de auto in slechte staat, maar vocht zich terug en werd uiteindelijk zevende.
In 2007 ging hij van de touringcars naar de Formule V6 Azië, zijn eerste formuleracing ervaring, en behaalde al in de derde race een podiumfinish.
In 2008 reed Chia Chen voor Champ Motorsport in de Formule V6 Azië. Hij stond eenmaal op het podium in Maleisië en Indonesië en tweemaal in China.
In 2008-2009 reed hij in de GP2 Asia Series voor het team Fisichella Motor Sport International.
In 2009 nam hij deel aan de eerste twee races van het Formule V6 Azië seizoen, waarbij hij tweede en derde werd in Sepang. Hij nam ook deel aan het Britse Formule 3-kampioenschap voor het team Räikkönen Robertson Racing die de 24 uur van Spa-Francorchamps, die de eerste races waren van Chia Chen in Europa, waarbij hij de eerste Taiwanese coureur werd in de Britse Formule 3. Hij bleef voor de komende vier races, waarin hij tweemaal punten scoorde.

## GP2 resultaten

### GP2 Asia resultaten
| Jaar    | Inschrijving      | 1          | 2          | 3          | 4         | 5           | 6           | 7          | 8          | 9          | 10         | 11          | 12          | Rang | Punten |
| ------- | ----------------- | ---------- | ---------- | ---------- | --------- | ----------- | ----------- | ---------- | ---------- | ---------- | ---------- | ----------- | ----------- | ---- | ------ |
| 2008–09 | FMS International | CHN FEA NF | CHN SPR 15 | UAE FEA 18 | UAE SPR C | BHR1 FEA 21 | BHR1 SPR 21 | QAT FEA 18 | QAT SPR 23 | MAL FEA 20 | MAL SPR NF | BHR2 FEA NF | BHR2 SPR 18 | 36   | 0      |